# 東市来町美山
東市来町美山（ひがしいちきちょうみやま）は、鹿児島県日置市の大字。旧薩摩国日置郡伊集院郷苗代川村、日置郡下伊集院村大字苗代川、日置郡東市来町大字美山。郵便番号は899-2431。人口は538人、世帯数は220世帯（2020年10月1日現在）。
安土桃山時代の慶長の役の際に島津氏によって朝鮮半島から薩摩の各地に連行された陶工などの被虜人がこの地に集められ「苗代川村」として成立した。江戸時代には薩摩藩による保護と統制の下に薩摩焼の生産が行われるとともに文化の保護が行われた。慶応3年（1867年）のパリ万国博覧会に出展されたこの地で作られた薩摩焼は世界的に人気を博し海外輸出が盛んに行われた。
美山は薩摩焼の最大の産地で14の窯元があり、「薩摩焼の里」として知られ、窯元のほかにも工房や喫茶店・飲食店も立ち並ぶ。

## 地理

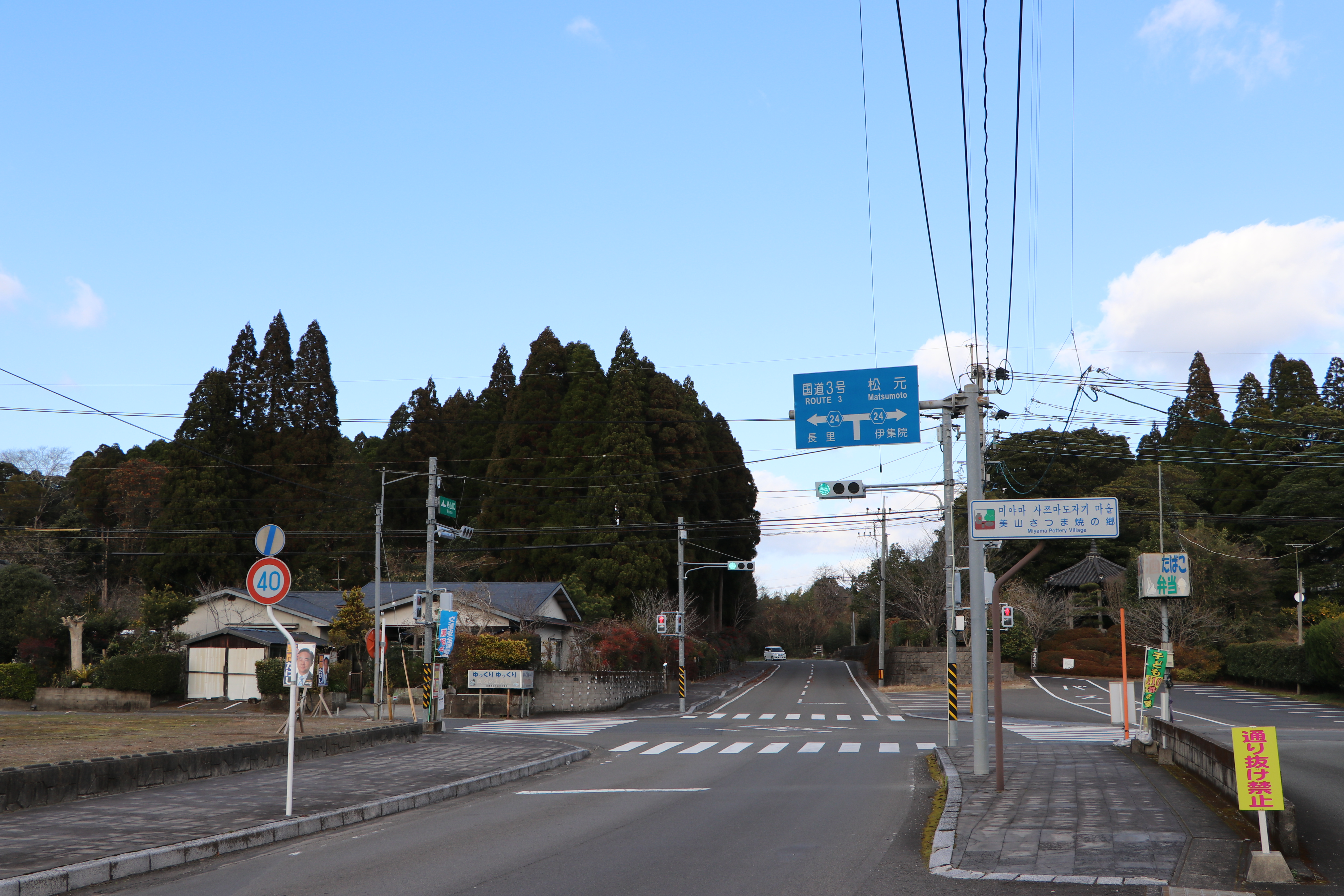
美山の中心部。「美山さつま焼の郷」の標識が設置されている。

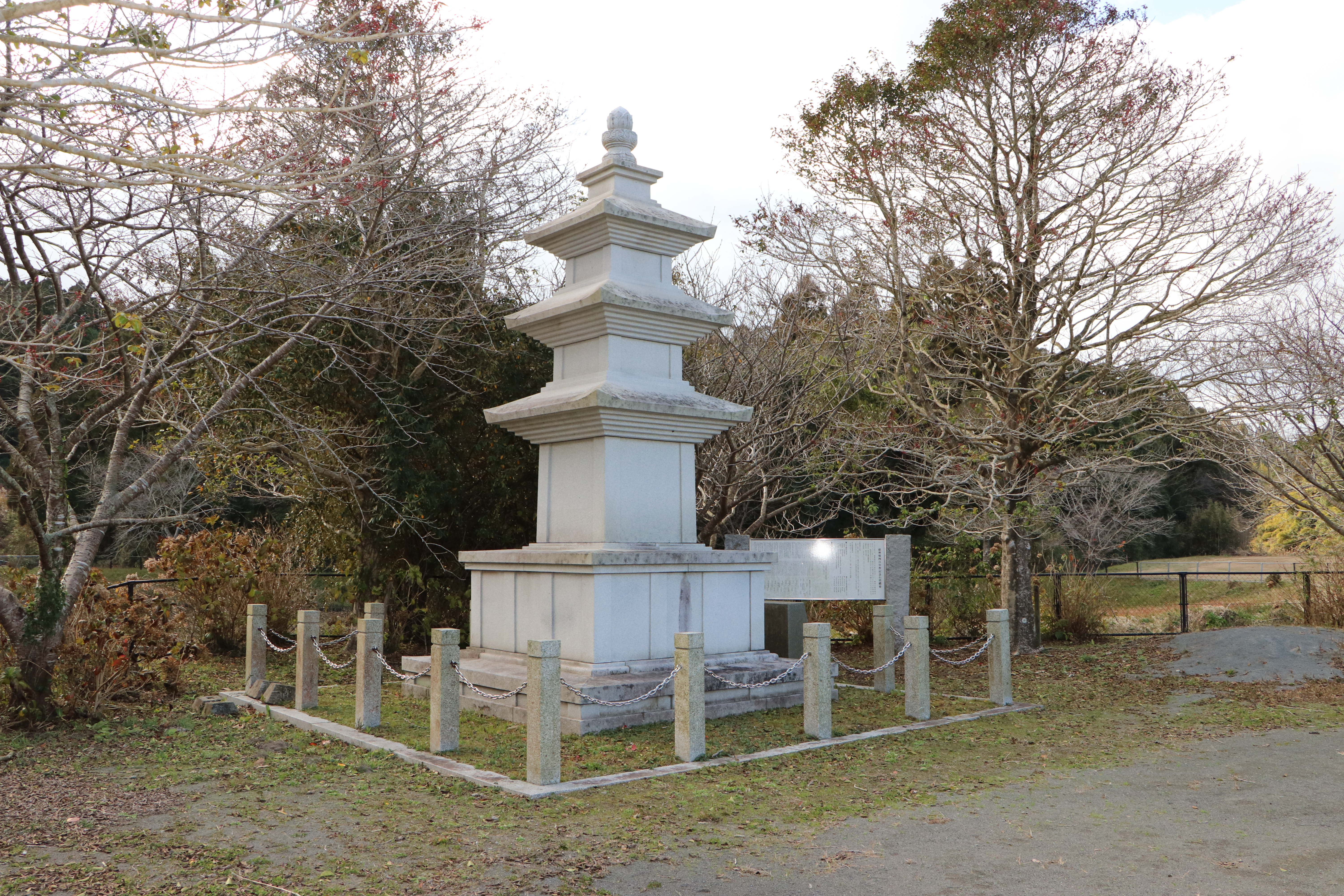
「薩摩焼四百年記念石塔」

日置市の西部に位置している。字域の北には東市来町長里、北東には伊集院町野田、東には伊集院町寺脇、南には東市来町美山元寺脇・東市来町宮田・東市来町寺脇、西には東市来町伊作田にそれぞれ接している。
美山の中心部には2005年現在で14の薩摩焼の窯元があり、窯元のほかにも工房や喫茶店・飲食店が集積している。美山は「薩摩焼の里」として知られており、観光地となっている。また、旧東市来町を区域として策定された東市来都市計画では美山について「薩摩焼の里広域交流拠点」として位置付けており、固有の歴史と文化資源を活かしたまちづくりを行うとしている。
南部には「薩摩焼四百年記念石塔」が建立されている。この石塔は1998年（平成10年）に大韓民国などから寄贈されたものであり、除幕式には日本側からは内閣総理大臣小渕恵三や大韓民国側からは国務総理の金鍾泌が参加した（#薩摩焼400周年祭を参照）。また、教育機関として南部に日置市立美山小学校、中央部に美山保育園がある。

### 池
- 美山ため池（農業用）[17]

### 河川
- 美山下川[18]
- 美山南川[18]
- 払川[18]

## 歴史

### 先史時代
東市来町美山では、先史時代の遺跡として旧石器時代から近代にかけての「雪山遺跡」、旧石器時代から中世にかけての「池之頭遺跡」が発掘されている。いずれの遺跡も国道3号のバイパス道路である南九州西回り自動車道建設時に事業主体である建設省（現在の国土交通省）九州地方整備局によって事業区域内の文化財調査の依頼を受けた鹿児島県教育委員会により調査が行われた際に発見された遺跡である。
雪山遺跡は、字域の西部にある字雪山で発見された旧石器時代から近代にかけての散布地生活跡とされる遺跡である。2002年（平成14年）度に発掘調査が実施された。遺跡からは旧石器時代のものとしては剥片尖頭器、細石刃核、細石刃、剥片、縄文時代のものとして前平式土器、吉田式土器及び石器、古墳時代のものとして成川式土器が出土している。
池之頭遺跡は、字池之頭で発見された旧石器時代から中世にかけての遺跡である。1991年（平成3年）の分布調査によって池之頭一帯に遺物の散布が認められていたため、1997年（平成9年）に調査に着手した。遺跡からは旧石器時代のものとしては黒曜石の細石刃や細石核、剥片・砕片、縄文時代のものとしては前平式土器、吉田式土器、石坂系土器、古墳時代のものとしては成川式土器の土器片や石器などが1万2000点以上出土している。

### 苗代川村成立前の被虜人の動き

#### 朝鮮半島からの渡来
慶長年間の慶長の役の際に朝鮮半島から島津義弘の軍勢に連れられた70人余りの被虜人は、慶長3年（1598年）、薩摩国に留め置かれた。「東市来町誌」によれば陶工・織物・刺繍・紺屋・細工師・製油・医師などいろいろな技術者であったとされ、出身別には慶尚南道の金海、昌原郡の熊川（いずれも現在の大韓民国）の住人が大部分であり、その他にも加徳島、南原城付近の人士が含まれていたとされる。
70人の被虜人のうち43人を串木野島平（現在のいちき串木野市西島平町）、10人余りを神之川（現在の東市来町神之川）、20人余りを鹿児島城下高麗町（現在の鹿児島市高麗町）に居住させた。これらの被虜人が上陸した串木野島平の照島神社付近（現在のいちき串木野市西島平町）には「薩摩焼開祖着船上陸記念碑」が建立されている。現在の鹿児島市高麗町は文政6年（1823年）の「立野並苗代川焼物高麗人渡来在附由来記」によれば、慶長3年（1598年）に島津義弘が連れてきた鹿児島前之浜に上陸した被虜人を多数居住させたことにより高麗町として町立てされたとされる。

#### 渡来後の暮らし
串木野島平に到着した43人は、島平の薩摩街道沿い（現在のいちき串木野市照島付近）に住居を構え、窯を建てて瓷壺や甕壺を製作したり農業をしていた。中には唐船塚と呼ばれる塚の上で故郷を望みながら号泣した者や、望郷の念から小舟で朝鮮へ逃げ去ろうとした者がいたという。
慶長8年（1603年）に周辺の村民からの狼藉に遭い、これを機に串木野を離れ安住の地を求めて、伊集院郷寺脇村の小高い丘にたどり着いたとされる。この話については島津氏の直轄地でありすでに開発が行われていた苗代川の地へ移住させたという説があるとしている。島津義弘はこれを不憫に思い屋敷23か所を与え、先住の苗代家・大田原家・下原家を他村に転居させてそこに住まわせた。その後も130以上の屋敷が与えられたという。
一方、鹿児島城下の高麗町に居住していた被虜人も同様に日本人との言語不通や風俗習慣の違いもあり迫害圧迫を受け、仕事がなく生活に困窮していた。これを見かねた島津光久は肥前系統の陶磁器の製作法を彼らに伝授させた。

### 苗代川村の成立と近世
苗代川という地名は江戸時代より見え、薩摩国日置郡伊集院郷（外城）のうちであった。村高は延享年間には280石余、「旧高旧領取調帳」には253石余であった。慶長10年（1605年）には市来郷から87石余が分けられ、寛文9年（1669年）には伊集院郷の宮田村（現在の東市来町宮田）・寺脇村（現在の伊集院町寺脇・東市来町寺脇）・大田村（現在の伊集院町大田）の200石余が苗代川村に与えられたとされる。陶工の中から朴平意が庄屋に選ばれ、扶持米4石余が支給された。苗代川村には薩摩街道が通っていた。
「伊集院郷土史」・「東市来町郷土史」・「三州御治世要覧」によれば古くは市来郷養母村（現在の日置市東市来町養母）に属していたとされる。「郡村高辻帳」、「天保郷帳」には苗代川村の名前はみえない。

#### 苗代川村への移住
慶長8年（1603年）には串木野郷下名村島平に居住していた被虜人を当地へ移住させ、「鹿児島県地誌」によれば養母村（現在の東市来町養母）より分村し苗代川村として成立したとされ、伊集院郷に属した。慶長19年（1614年）には島津家久によって細工所が設けられ、白焼物を作らせた。
寛文3年（1663年）と寛文9年（1669年）の2度にわたって鹿児島郡鹿児島城下高麗町に居住していた被虜人についても苗代川へ移住させた。苗代川村への移住者に対しては薩摩藩により土地や屋敷・井戸・山林などの生活基盤が支給された。しかし、苗代川は森林鬱蒼とした原始林が広がる土地であり、飲料水にも不便し、陶業に用いる原料や材料もない場所であった。

#### 薩摩藩による保護と統制

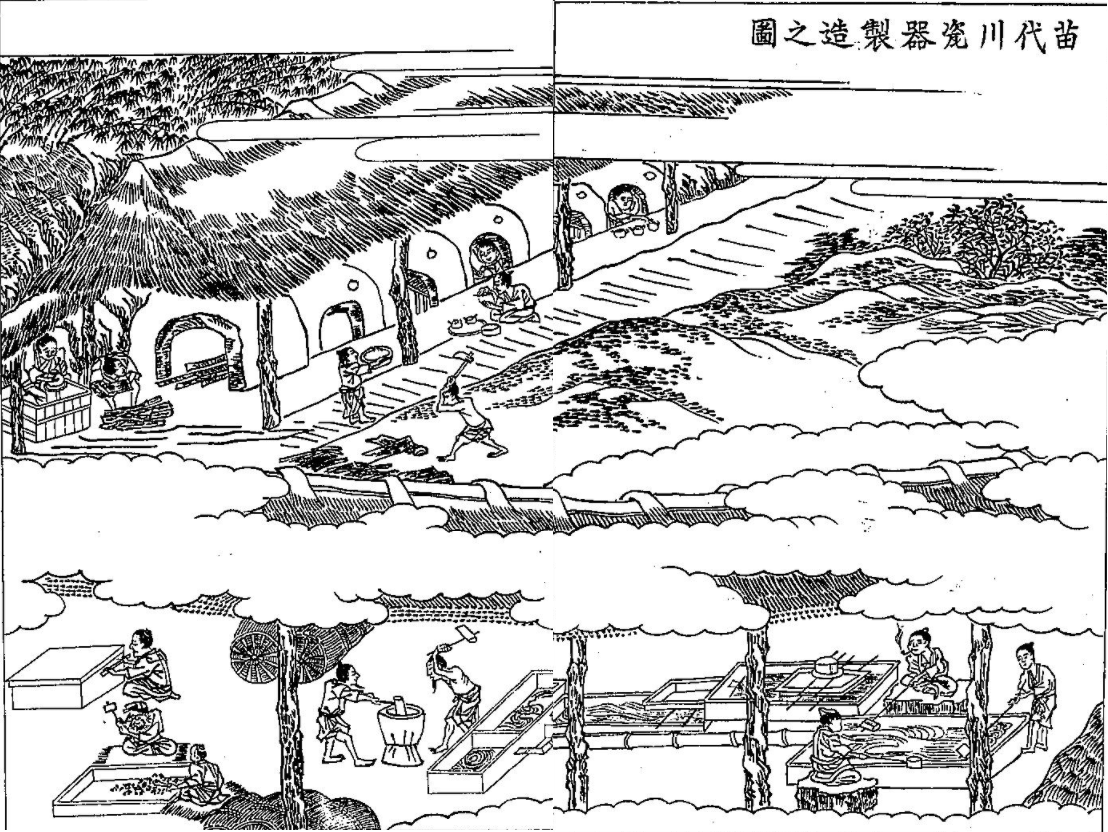
三国名勝図会に掲載されている「苗代川瓷器製造之図」

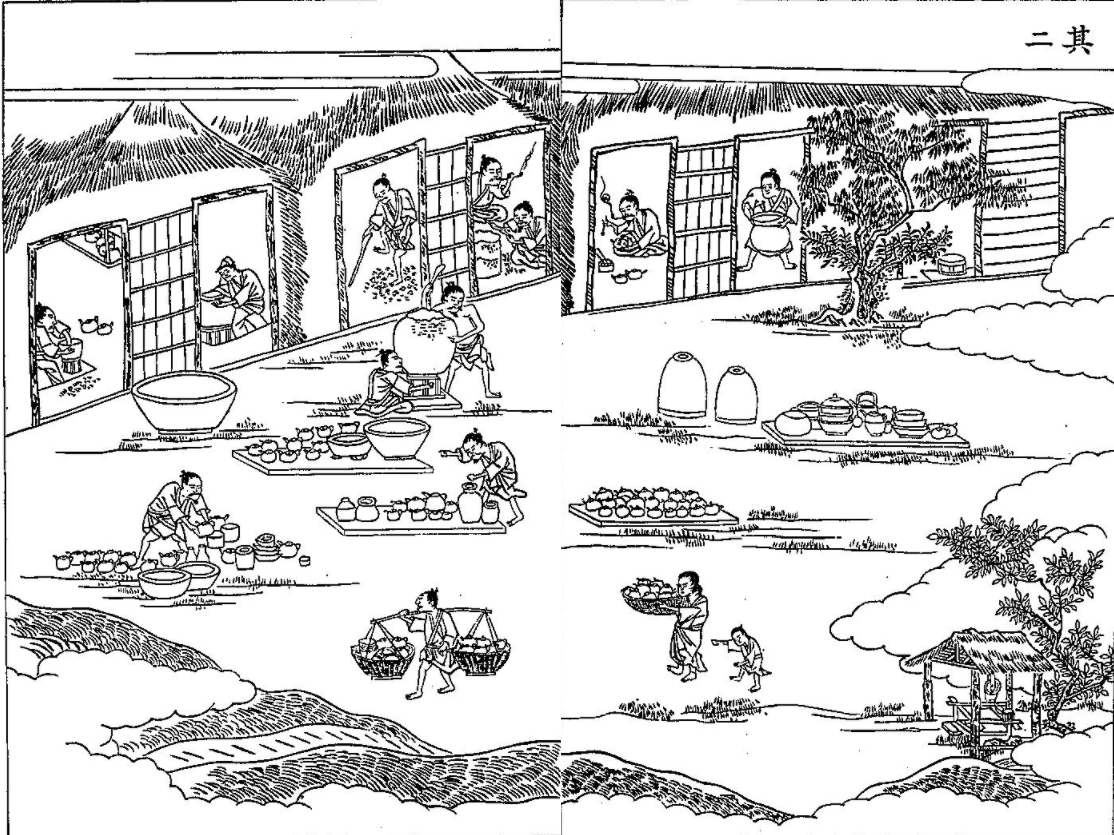
「苗代川瓷器製造之図」其の2

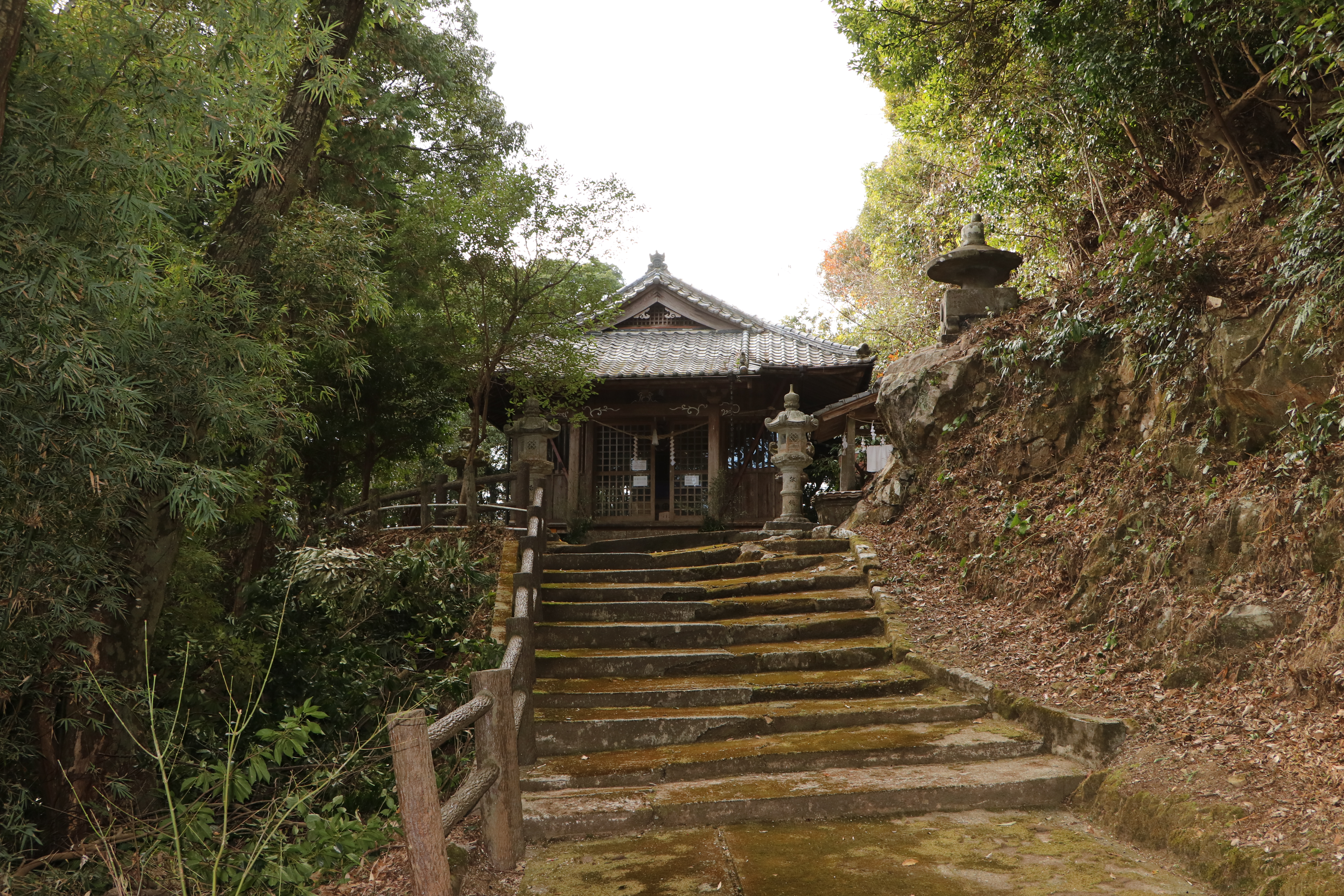
玉山神社

島津義弘以降、窯業の産業地として薩摩藩に位置づけられた苗代川は薩摩焼生産に対して保護策がとられ、朴平意と沈当吉の両家を中心に陶業が盛んとなった。特に沈当吉は技術に優れていたことから島津義弘によって陶場の主取役に命ぜられ、沈家を中心に陶業の発展の基礎が築かれた。苗代川では甕・壺・摺鉢など大型の日用陶器が生産されていたほか、白薩摩と呼ばれる藩主向けの御用品の生産のみに制限されていた高級な薩摩焼が生産されていた。
一方で統制も行われており、苗代川村の住民には移住の自由はなく、他村の人間が結婚により苗代川村に移住することは許されたが、苗代川村の住民が他村に出ることは許されなかった。井上（2014）によれば薩摩藩は被虜人の居住区である苗代川を薩摩の異域として作り上げようとし、朝鮮風俗の維持を命じたという。
明和元年（1771年）には薩摩藩主島津重豪は、苗代川の住民の生活から朝鮮式の文化が薄れ特別な行事等を除いて日本化していたことから、苗代川の住民に対して朝鮮服の着用と朝鮮語の常用を命じた。その結果、苗代川の住民は明治時代初期まで言語・服装から全ての風俗習慣が朝鮮式となっており、薩摩藩の地誌である「三国名勝図会」には朝鮮式の服装をしている住民の絵図が掲載されている。
苗代川の住民の中には遠い母国を思い望郷の念により懐郷病となり家業に手がつかなくなった者もいた。これを見た島津義弘は檀君を祭神として祀った玉山神社を建立した。玉山神社では朝鮮風の神舞が伝えられており、藩主の御前や祭礼では朝鮮踊として披露されたとされる。
寛永3年（1626年）には茶屋が置かれ、藩主が来訪したときには茶屋で休憩して焼物見聞を行った。また、寛永年間には樟脳の製造について苗代川の住民である鄭宗官が免許を受け、市来郷伊作田村（現在の東市来町伊作田）の人々を集めて製法を伝えたとされる。樟脳はナフタレンの発明によって需要が低迷するまで近隣の市来郷養母村（現在の東市来町養母）や湯田村（現在の東市来町湯田）・長里村（現在の東市来町長里）でも製造が行われた。延宝3年（1675年）に伊集院麓（現在の伊集院町下谷口）にあった薩摩藩の制度である外城制による伊集院郷の地頭仮屋が苗代川に移転された。貞享2年（1685年）には伊集院郷から独立して役人などが置かれ、武士相当の待遇を受けるようになった。
宝永元年（1704年）には苗代川の人口も増え土地不足となったことから男女160名を笠野原台地（現在の鹿屋市）へ移住させた。笠野原台地はシラス台地であり、水源がなく地下水源も深い位置にあり移住者は水の確保に苦労したという。享保4年（1719年）には再び苗代川村は伊集院郷の支配下となった。享保7年（1722年）には伊集院衆中として扱われるようになり氏字の使用が全面的に認められたが、朝鮮式の氏から選択するように指定され、結果として苗代川の朝鮮風俗化を推し進めたものであった。
このように薩摩藩の保護を受けた苗代川に集められた被虜人らであったが、苗代川村のみで自給自足の独立的な生活ができるわけではなく、近隣の長里（現在の東市来町長里）や伊集院との経済的関係は免れず、言語が通じないことから暴言を浴びせられるなどの差別による被害を受けていた。これらを見かねた薩摩藩は苗代川の入口に「朝鮮人を殺伐したる者は6等親まで死刑に処す」という高札を設置するなどをはじめとした苗代川地域への保護を図った。

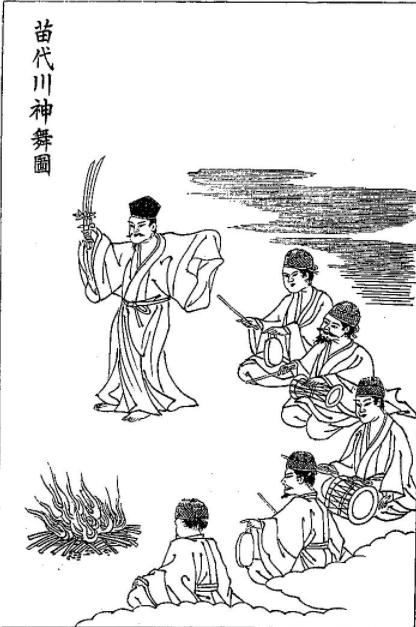
「苗代川神舞図」
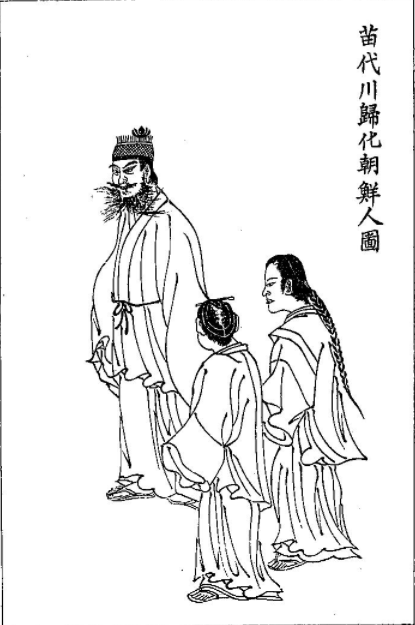
「苗代川帰化朝鮮人図」

#### 薩摩焼の興隆・パリ万国への出展

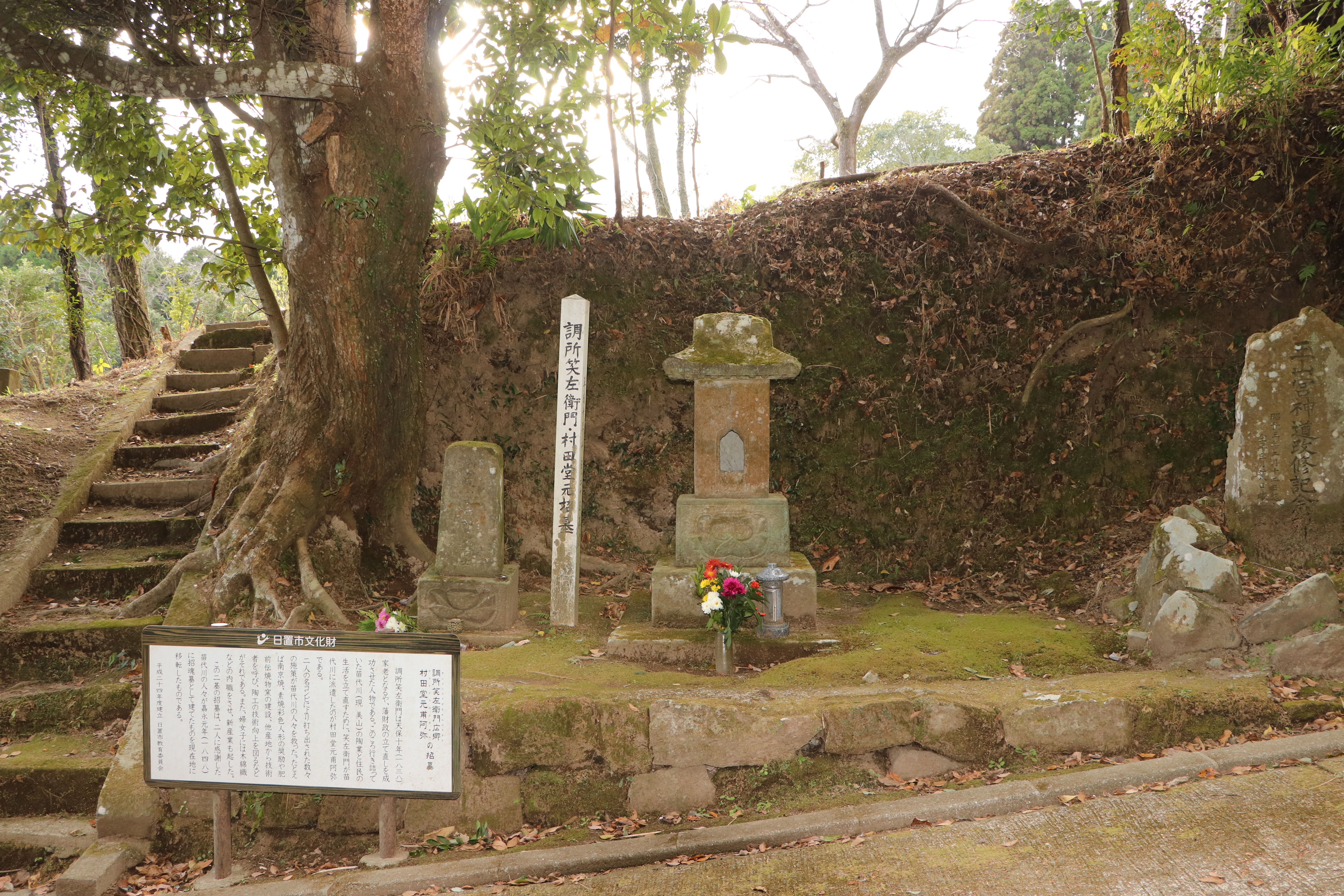
調所広郷と村田堂元の招魂墓

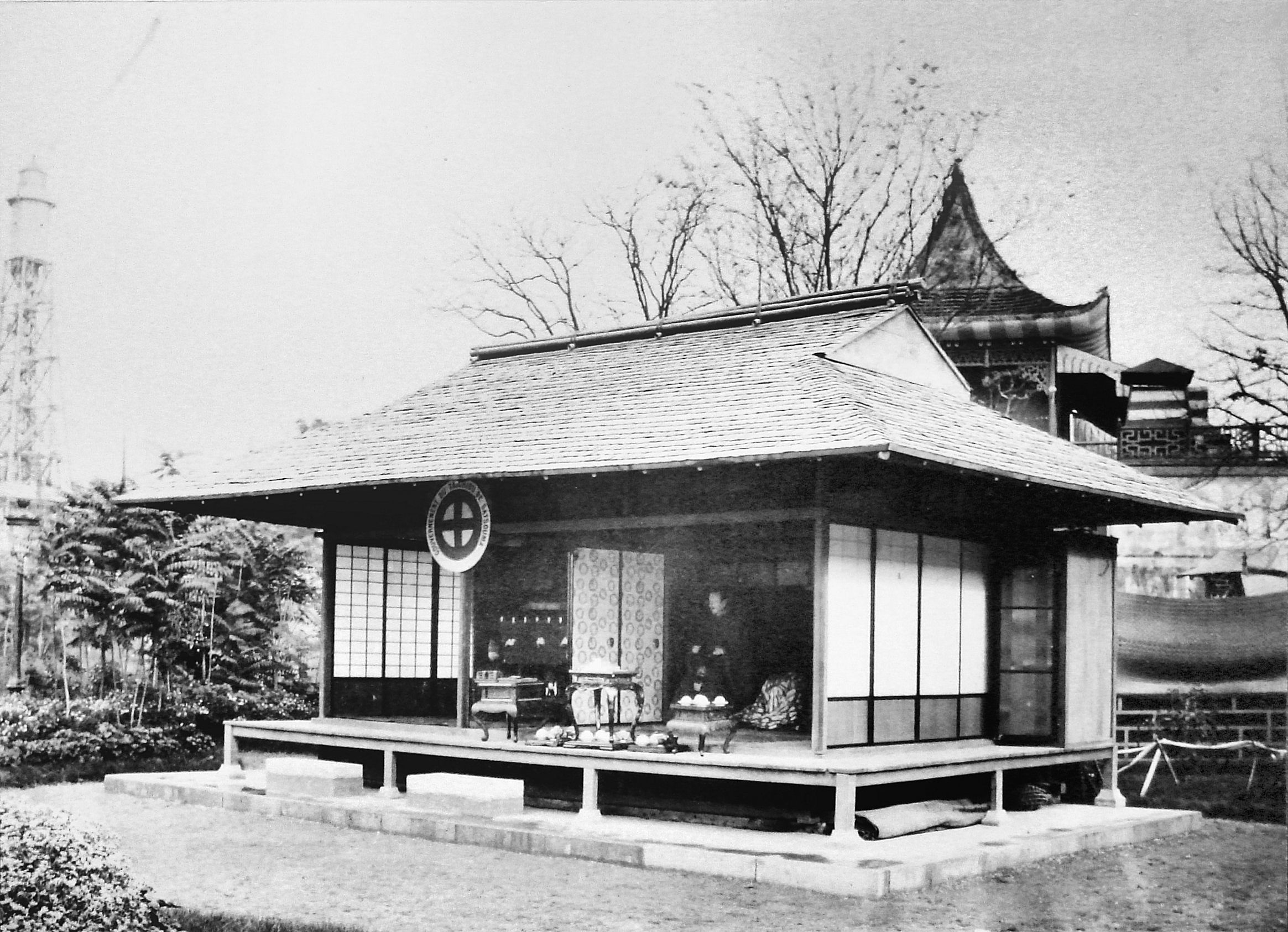
パリ万国博覧会に出展した薩摩藩の展示館

島津重豪の時代には苗代川で製造された苗代川焼に対して厳密な検査が行われ、合格したものは参勤交代で上京の際に徳川家や天皇、諸大名に進上し、薩摩焼の名が広がった。
薩摩藩家老であった調所広郷は天保4年（1832年）に島津斉興の命によって藩政改革を命ぜられ、薩摩藩の財政基盤の立て直しを行った薩摩藩の天保改革の責任者として知られ、この改革によって調所は多くの領民を苦しめたと評価されている。しかし、苗代川は例外であり調所は弘化（1845年）から作職と呼ばれる農作と陶業の負担によって疲弊していた苗代川に対して「苗代川御取救」と呼ばれる政策を実施した。
調所は苗代川に常駐していた村田堂元に命じて窯の藩費による建設などを通して薩摩焼の増産や苗代川村民の生活改善に尽くした。このことから苗代川の住民は調所と村田を称えて来迎院の僧侶墓地に招魂碑を建立した。
また、磁器を製造するために南京皿山窯やウチコク窯が建設された。これは磁器窯の製造によって藩の財政再建を図った産業育成のひとつであったとみられる。また、平佐（現在の薩摩川内市）の平佐窯から陶工が派遣されており、南京皿山窯の開窯から技術交流があったとみられる。
嘉永元年（1848年）には山舞楽ケ岡と呼ばれる山に石碑が建立され、苗代川の人々が遠い故国の祖霊を祀るため望郷の宴や歌舞を行った場所であると記されている。
慶応3年（1867年）にフランスのパリで開かれたパリ万国博覧会に出展することとなった薩摩藩は苗代川の朴正官に対して出品用の錦手大花瓶の制作を命じた。出展した薩摩焼はパリ万国博覧会で好評であり、世界的な薩摩焼ブームによって脚光を浴び、その後薩摩焼の海外輸出が盛んにおこなわれるようになった。

#### 江戸時代の窯

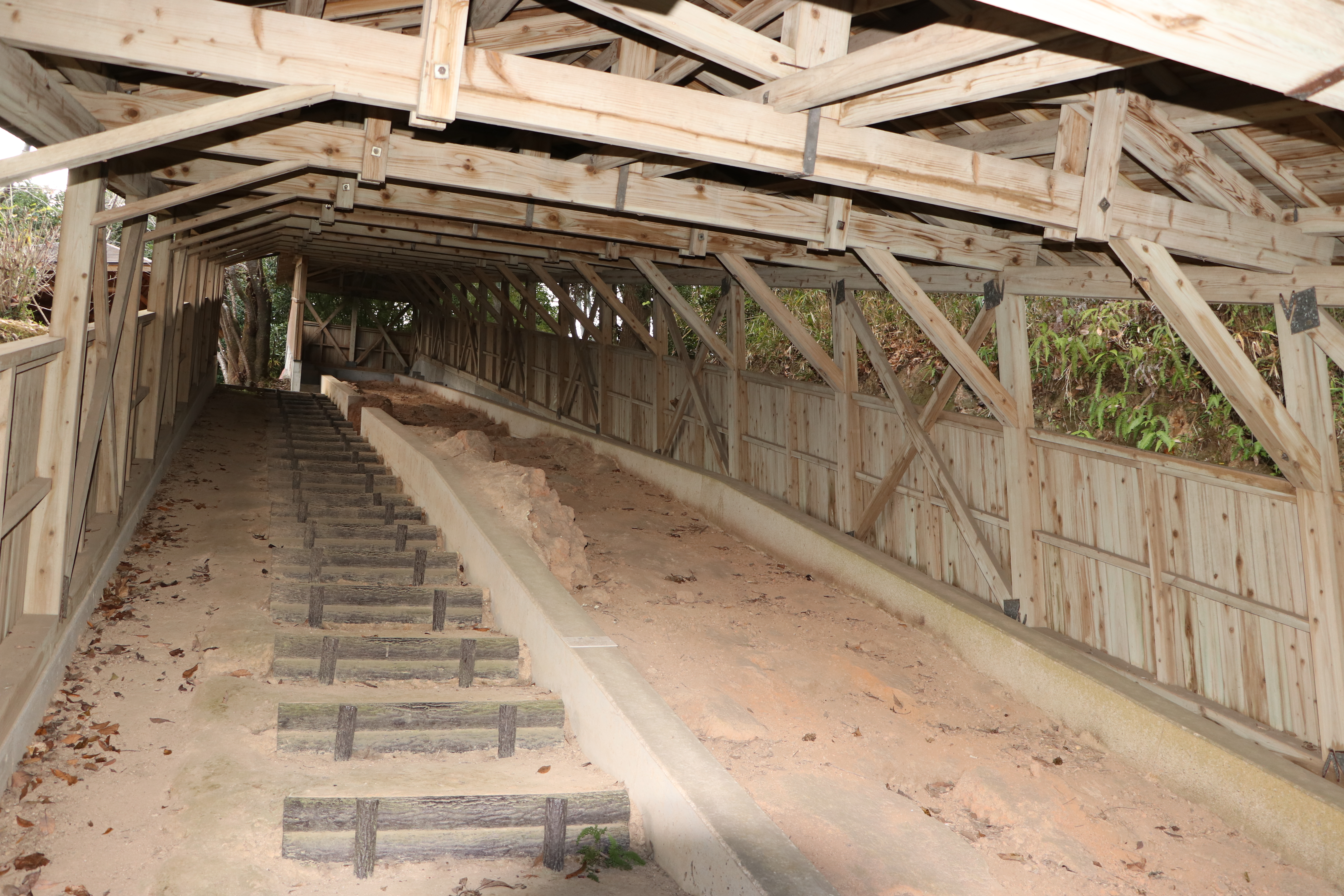
移設された堂平窯跡

江戸時代ごろの窯跡としては「元屋敷窯跡」、「堂平窯跡」、「五本松窯」、「御定式窯」（鹿児島県指定史跡）、「東打通窯」、「ウチコク窯」、「南京皿山窯跡」、「雪山遺跡」がある。
堂平窯跡は現在の南九州西回り自動車道の美山パーキングエリア付近にあった遺跡であり、1998年（平成10年）に周囲で発掘調査が行われた際に第14代沈壽官らの証言によって1基の窯が発掘された。堂平窯は1620年代頃から17世紀後半まで使用されていたとみられ、遺跡からは窯、作業場、物原、陶器や瓦が発見された。初期は朝鮮陶器の器形をした陶器が作成されていたとみられるが、日本での需要に応じて朝鮮的様相が徐々に消失していった。堂平窯跡から出土した出土品は鹿児島県立埋蔵文化財センター（霧島市国分上野原縄文の森）に保管されており、「堂平窯跡出土品」として鹿児島県指定の有形文化財となっている。また遺跡地は南九州西回り自動車道の建設に伴って一部が破壊されたが、窯は下伊集院郵便局付近の公園に移設保存され、日置市指定の考古資料となっている。

#### 廃藩置県後の苗代川
1871年8月29日に廃藩置県が断行されたことにより、薩摩藩が廃され鹿児島県が置かれた。これにより薩摩藩の保護と統制を受けていた苗代川では藩主導で行われていた製陶事業は民間企業として行われることとなり、「薩摩製陶会社」が設立されたが、1873年（明治6年）に商法上の不利損失を起こしその後社長が逃亡したことにより、1877年（明治10年）には会社が解散した。1874年（明治7年）に薩摩製陶会社を退職した第12代沈壽官は新たに窯を起こし、陶工たちの受け皿となった。
また、廃藩置県の同年の戸籍法による壬申戸籍によってそれまで氏を与えられ士族相当の扱いを受けていた苗代川の村民の大半が平民に編入された。苗代川の住民ら364名は士籍編入届を鹿児島県に数度にわたり提出したものの財政負担の増大を恐れた明治政府によって拒絶された。その結果、苗代川の多くの住民は日本式氏の獲得を経て苗代川の外へ移動していった。著名な苗代川出身の人物としてのちに外務大臣となった東郷茂徳がいるが、茂徳は陶工であった朴壽勝の長男であり、朴家も陶業で苗代川における地位を築いていたが（壽勝は製陶は人を雇い入れ、彼自身は販売・流通に専念していたという）、壽勝の代に士族株を購入して東郷姓を取得して東郷茂徳と名乗るようになったという。
1884年（明治17年）には9ヶ村を管轄する戸長役場が苗代川村に置かれた。

### 近代の苗代川・美山

#### 下伊集院村時代
1889年（明治22年）4月1日に町村制が施行されたのに伴い、それまでの伊集院郷の北部にあたる苗代川村・野田村・神之川村・宮田村・寺脇村・上神殿村・下神殿村・嶽村・桑畑村・麦生田村・有屋田村の区域より日置郡下伊集院村が成立した。苗代川村は下伊集院村の大字「苗代川」となった。
同時に町村制による下伊集院村役場が苗代川に設置された。苗代川にはその他にも高等小学校が置かれるなど下伊集院村の中心地となっていた。1897年（明治30年）7月20日には苗代川に苗代川郵便局が設置され、1930年（昭和5年）9月1日に苗代川郵便局は下伊集院郵便局に改称した。
1947年（昭和22年）には下伊集院村役場が下伊集院村の中央部にあたる大字下神殿に移転することとなり、大字下神殿（現在の伊集院町下神殿）1500番地に移転した。

#### 東市来町への編入・美山への改称

旧下伊集院村における旧・苗代川（水色）の位置

1956年（昭和31年）9月30日には同日に官報に掲載された「 町村の廃置分合」（総理府告示）により下伊集院村が解体分割されることとなり、大字有屋田・大字嶽が日置郡郡山町、大字苗代川・大字宮田・大字神之川（一部）・大字寺脇（一部）が日置郡東市来町、大字神之川（一部）が日置郡日吉町にそれぞれ編入され、その他の下伊集院村の区域及び及び伊集院町の全域を廃し新たに伊集院町が設置された。
大字苗代川は東市来町へ編入されることとなり、同時に「 大字の名称変更についての処理」（鹿児島県告示）により大字名を苗代川から「美山」（みやま）に改称した。

#### 薩摩焼400周年祭

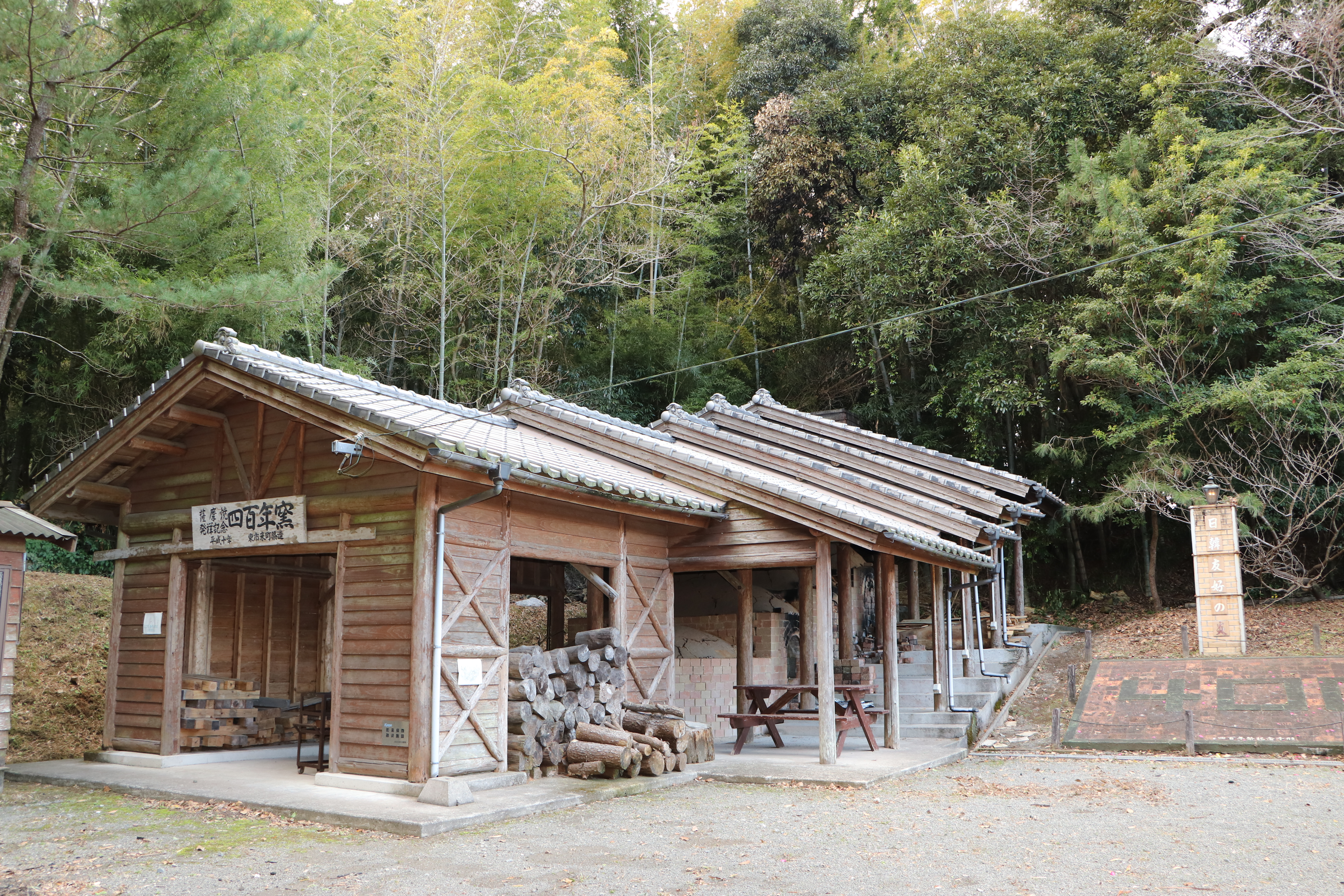
大韓民国の蚊龍山で採火された火は美山の四百年窯に点火された

1998年（平成10年）10月22日から10月29日にかけて東市来町で薩摩焼400周年祭が挙行された。大韓民国全羅北道南原市の蚊龍山で採火された火が美山に運び込まれ、玉山神社に奉納されたのちに共同登り窯（四百年窯）に点火された。
29日には韓国政府などから寄贈された「記念石塔」の除幕式が行われ、日本側からは内閣総理大臣の小渕恵三、大韓民国側からは国務総理の金鍾泌が参加した。また、薩摩焼400周年を記念して郵政省によって「火計り茶わん」と「染付鳳凰文広口花瓶」を意匠した記念切手が発行された。

#### 大字美山元寺脇の新設
2004年（平成16年）10月29日に美山のうち大坊迫、大坊平、大坊、鷹ノ巣、分石、大穴、加治ヲン、井手口、下西の谷、上西の谷、控松、打水、小谷口、加治ヲン平、留包、小鹿倉の区域より新たに大字「美山元寺脇」が設置された。

#### 日置市新設合併以後
2005年（平成17年）5月1日に東市来町が日置郡伊集院町、吹上町、日吉町と合併し日置市が成立した。この合併に先立って設置された法定合併協議会である「日置中央合併協議会」において大字名については「字の区域は、現行どおりとし、現行の字の名称の前に当該字の属する合併前の町の名称を付し、字の名称を変更する。」と協定された。
合併日の2005年（平成17年）5月1日に鹿児島県の告示である「 字の名称の変更」が鹿児島県公報に掲載された。この告示の規定に基づき即日大字の名称変更が行われ、大字名が「美山」から日置市の大字「東市来町美山」に改称された。

### 字域の変遷
| 実施後             | 実施年             | 実施前 | 実施前 |
| 実施後             | 実施年             | 大字   | 小字 |
| ------------------ | ------------------ | ------ | --- |
| 美山元寺脇（新設） | 2004年（平成16年） | 美山   | 大坊迫、大坊平、大坊、鷹ノ巣、分石、大穴、加治ヲン、井手口、下西の谷、上西の谷、控松、打水、小谷口、加治ヲン平、留包、小鹿倉 |

## 人口
以下の表は国勢調査による小地域集計が開始された1995年以降の人口の推移である。
| 年                 | 人口 |
| ------------------ | ---- |
| 1995年（平成7年）  | 549  |
| 2000年（平成12年） | 606  |
| 2005年（平成17年） | 582  |
| 2010年（平成22年） | 537  |
| 2015年（平成27年） | 541  |
| 2020年（令和2年）  | 538  |

## 文化財

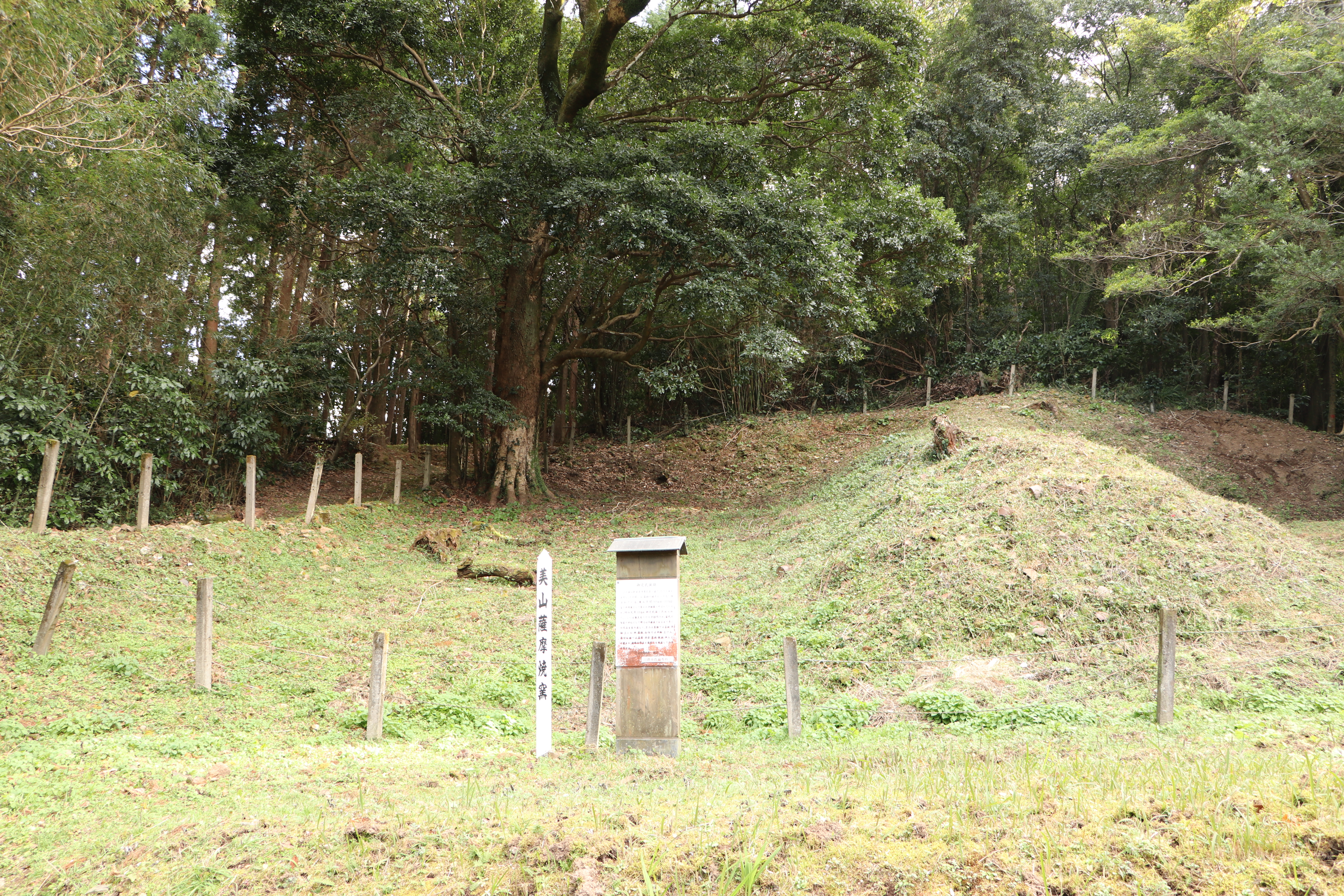
美山薩摩焼窯（鹿児島県指定史跡）

### 県指定
- 美山薩摩焼窯（史跡）[109]
「御定式窯」と呼ばれる薩摩藩の御用窯であり、白薩摩手・雑色釉物・染付白磁が焼かれていた[109]。
- 日置市美山玉山神社伝来資料（有形文化財（歴史資料））[110]
玉山神社に伝わる祭事の資料であり、薩摩藩による異化政策による朝鮮習俗を現在に伝えている[110]。

### 市指定
- 薩摩焼古窯五本松窯跡一基（史跡）[111]
- 薩摩焼古窯南京皿山窯跡二基（史跡）[112]
- 堂平窯跡（考古資料）[78]

### 美山に関連する文化財
この節では東市来町美山に関連する文化財であって、美山以外の地域に保管・所蔵されている文化財について述べる。
- 堂平窯跡出土品（鹿児島県指定有形文化財）
堂平窯跡から出土した17世紀の陶器製品155点の出土品である[77]。霧島市国分上野原縄文の森の鹿児島県立埋蔵文化財センターに所蔵されている[77]。

## 施設

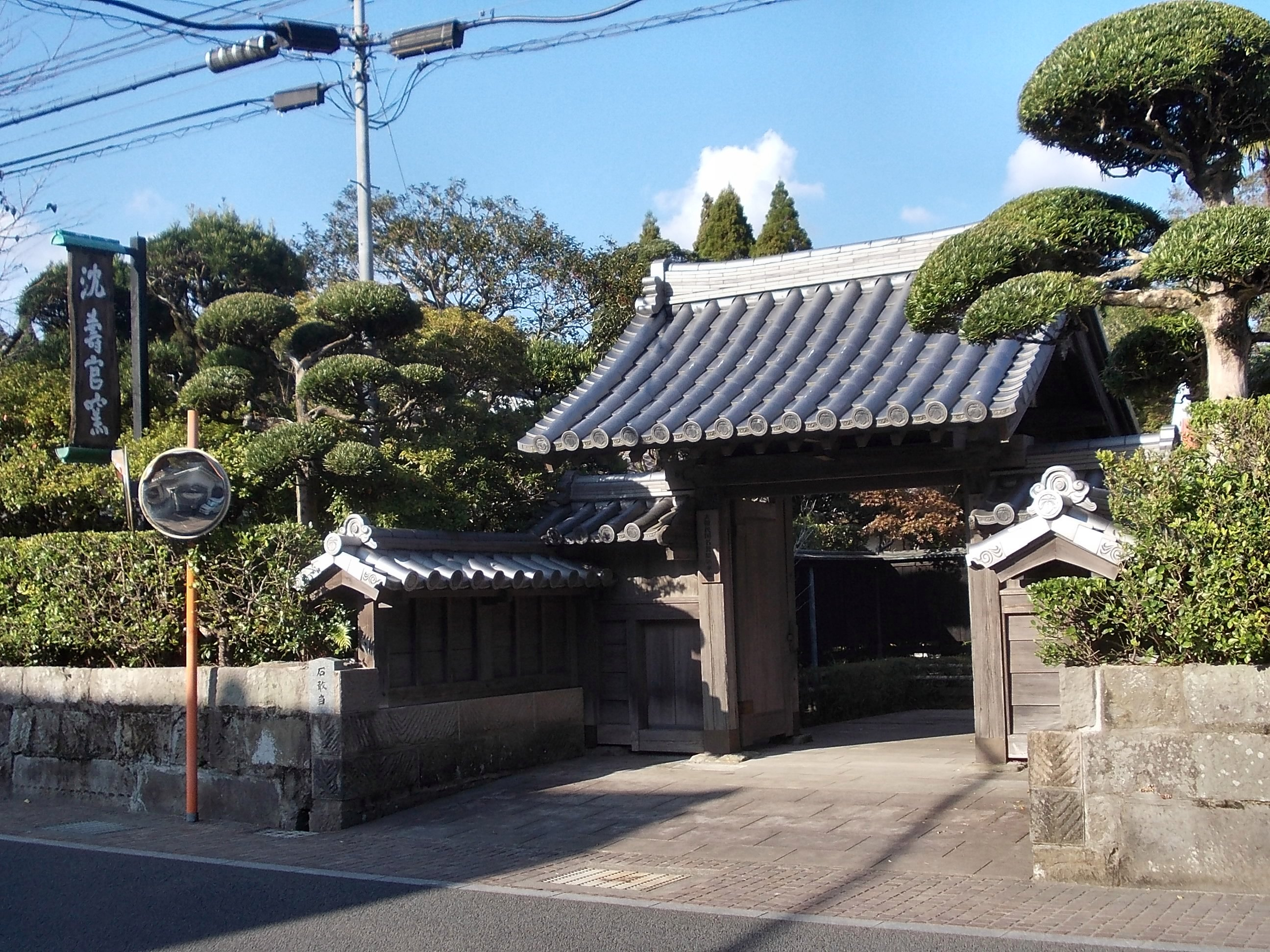
沈壽官窯（在鹿児島大韓民国名誉総領事館を兼ねる）

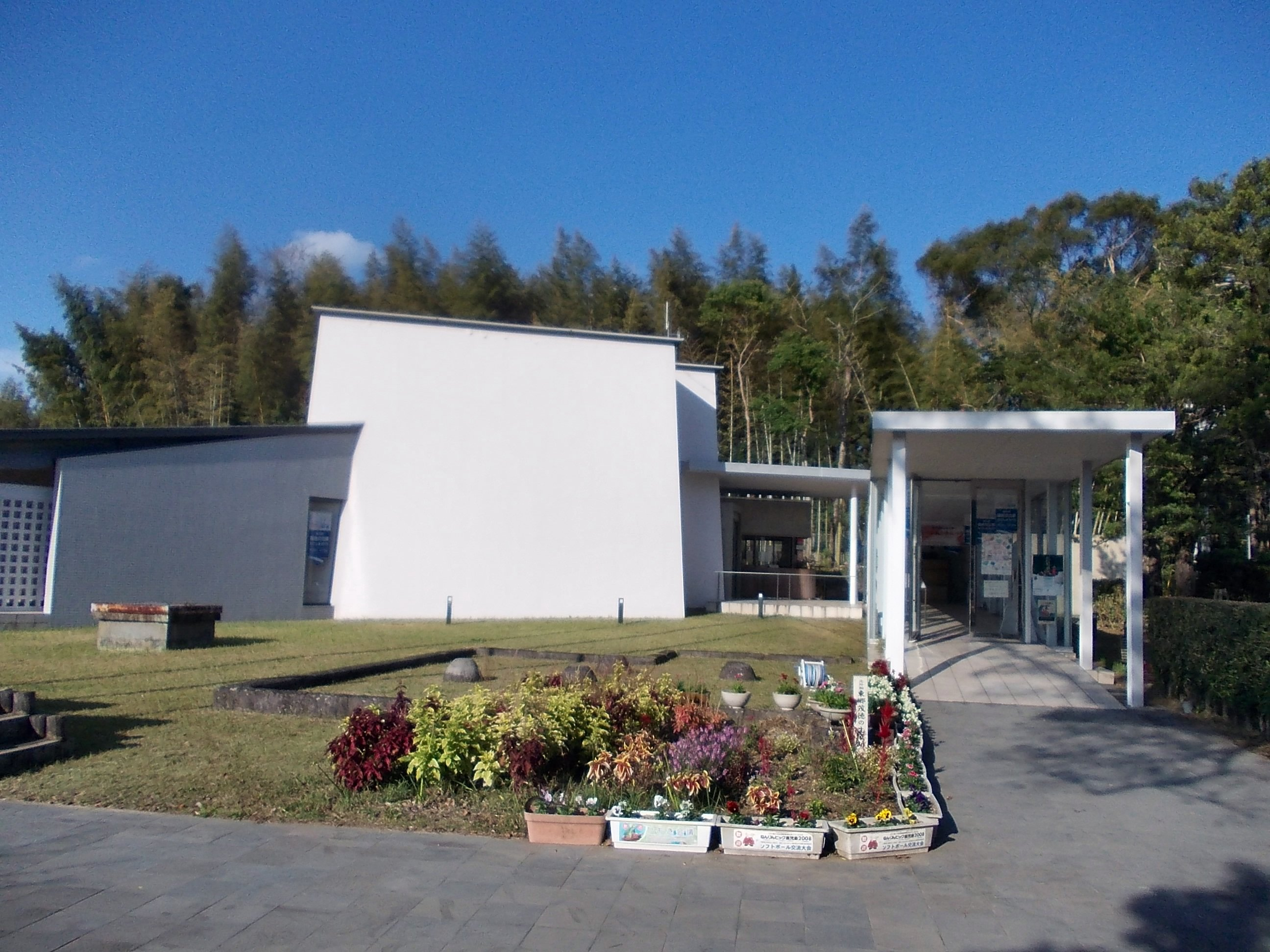
元外相東郷茂徳記念館

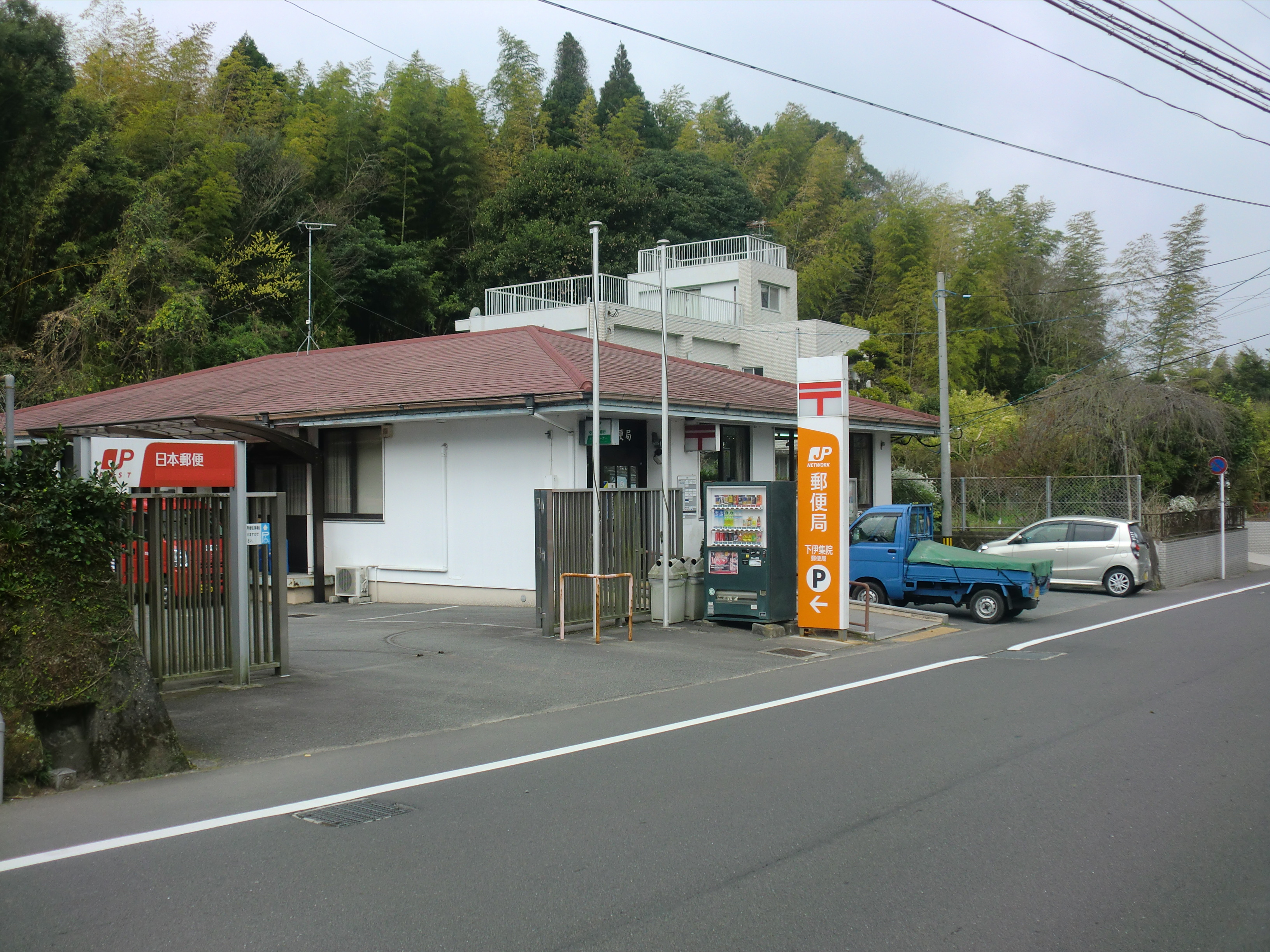
下伊集院郵便局

### 外交
- 在鹿児島大韓民国名誉総領事館（沈壽官窯）[113]
鹿児島県を管轄区域とする大韓民国の名誉総領事館である[113]。2021年現在の名誉総領事は第15代沈壽官（大迫一輝）[113]。1989年に第14代沈壽官（2019年6月16日死去[114]）が日本国内初の大韓民国の名誉総領事に就任した[115]。2021年（令和3年）1月15日には大韓民国から第15代沈壽官が名誉総領事に任命され[116][115][117]、2月9日に日本国政府の許可がおり[118]、4月6日に名誉総領事館が開館した[119]。

### 公共
- 日置市美山地区公民館[120]
- 元外相東郷茂徳記念館[121]
- 美山陶遊館[122]

### 教育
- 日置市立美山小学校[123]
- 美山保育園[124]

### 郵便局
- 下伊集院郵便局[125]
1897年（明治30年）7月20日に苗代川郵便局として設置され、1930年（昭和5年）9月1日に下伊集院郵便局に改称した[92]。

### 寺社
- 玉山神社[126]

## 産業
2014年（平成26年）の経済センサスによれば東市来町美山に所在する民営の事業所数は39事業所であり従業者数は79名であった。業種別には窯業・土石製品製造業7事業所、その他小売業7事業所、職別工事業（設備工事業を除く）3事業所、織物・衣服・身の回り品小売業3事業所、その他の製造業2事業所の順であった。
2015年（平成27年）の国勢調査によると東市来町美山に居住する15歳以上の就業者数は231人であり、産業別では多い順に卸売業・小売業53人、製造業47人、医療・福祉31人、建設業21人の順となっている。

### 商工業

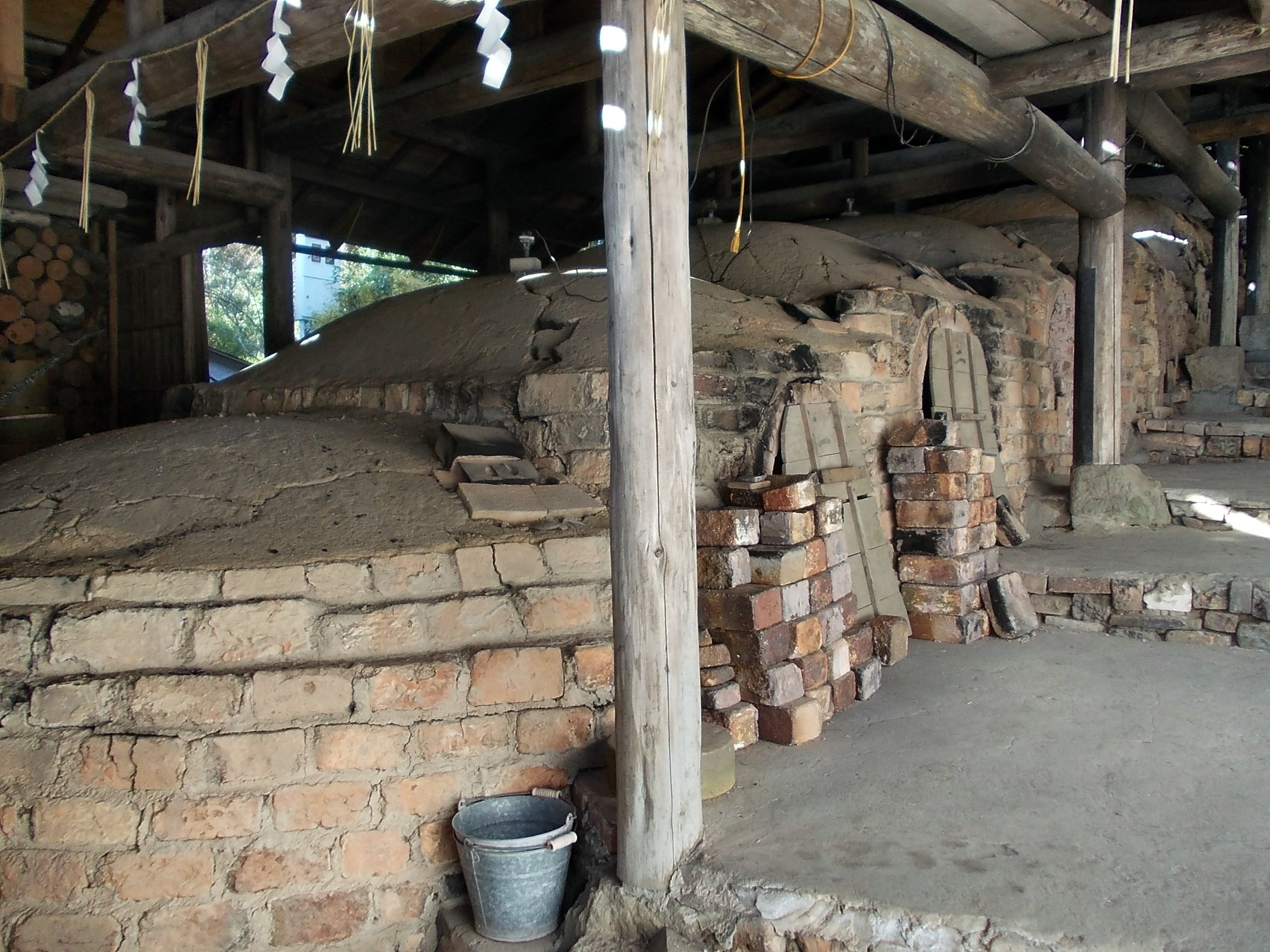
窯元の登り窯（沈壽官窯）

美山は薩摩焼の代表的な窯場の一つであり、「薩摩焼の里」として知られ観光地となっている。近世には甕・壺・摺鉢・土瓶が製造され、江戸時代末期には輸出用の金襴手薩摩や、苗代川人形と呼ばれる素焼人形が京都で人気となった。
「東市来町誌」によれば美山には2005年（平成17年）現在で14の薩摩焼の窯元があったとされ、2014年（平成26年）の日置市のパンフレット「窯元路ぶらり散策」によれば美山に所在している窯元は12か所あり、「桂木陶芸」、「荒木陶窯」、「瀧川陶苑」、「炎舞陶苑」、「沈壽官窯」、「十郎窯」、「薩州善衛陶舎」、「未来薩摩圭介窯」、「佐太郎窯」、「緋色窯」、「千窯岩」、「心斎窯」がある。窯元のほかにも工房や喫茶店・飲食店がある。
また、窯元は減少傾向にあるが、日置市の「第2次総合計画」によれば、木製品やガラス製品を扱う工房が進出しており、「クラフトのまち」としての展開が期待されている。

### 観光

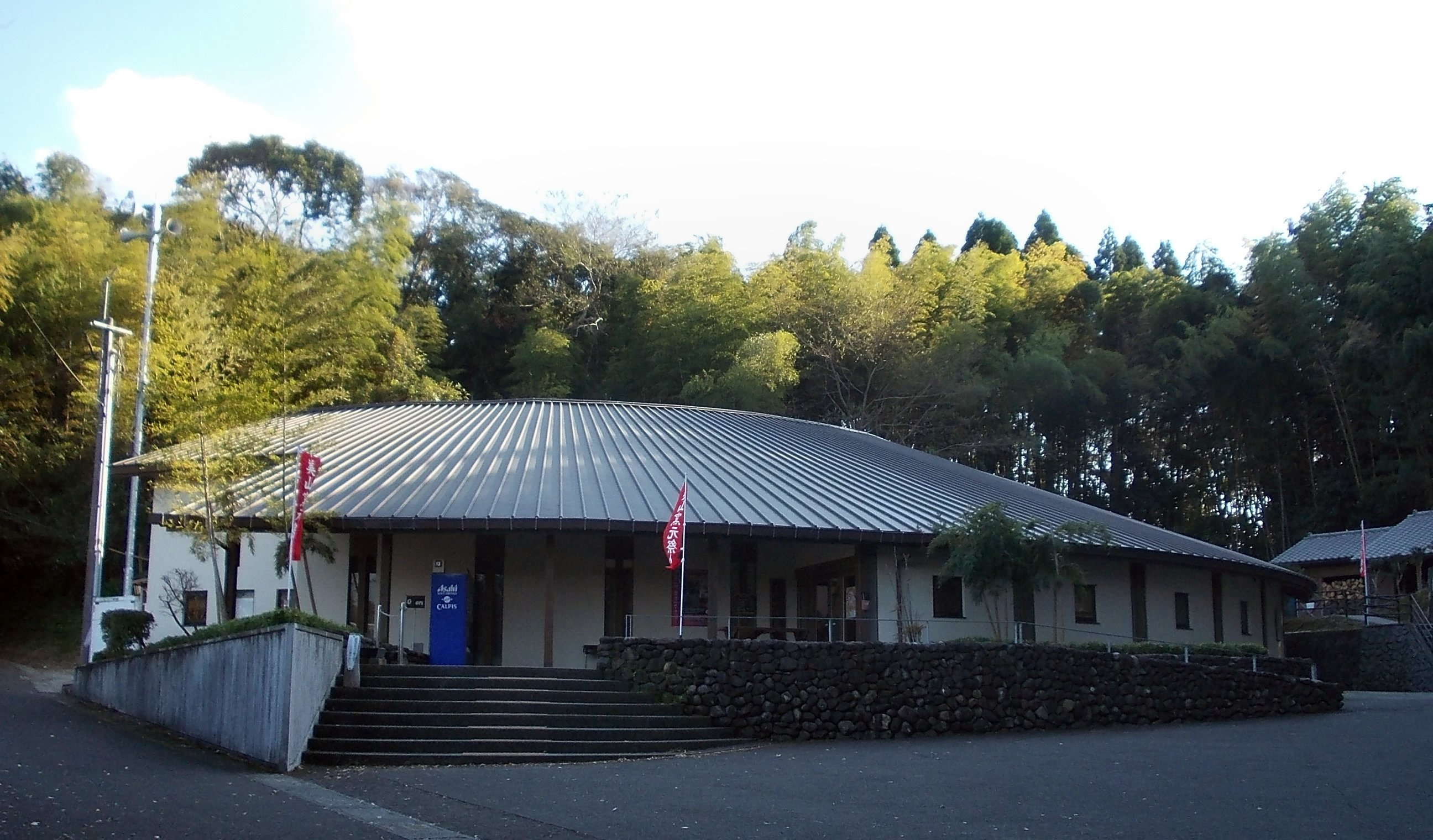
美山陶遊館

美山の東部にある美山陶遊館は1996年（平成8年）5月8日に「美山さつま焼の里整備計画」の一環として整備された体験型レクリエーション施設であり、薩摩焼の陶芸体験ができる。
また、例年11月に薩摩焼・雑貨などの販売、薩摩焼の製作体験などが行われる「美山窯元祭り」が開かれており、2019年（令和元年）まで34回行われた。しかし、同年から全世界的に流行した新型コロナウイルス感染症の影響により中止となり、2020年（令和2年）からはその代替イベントとして「美山CRAFTWEEK」が行われるようになり、イベントは2週間の間個人が周遊して各店舗を訪問する形で行われている。

## 教育
東市来町美山には「日置市立美山小学校」が所在しており、かつては「東市来町立下伊集院西中学校」が所在していた。

### 中学校
「東市来町立下伊集院西中学校」は、かつて大字美山にあった中学校である。1957年（昭和32年）に東市来町立東市来中学校（現在の日置市立東市来中学校）に統合され閉校した。

### 小学校

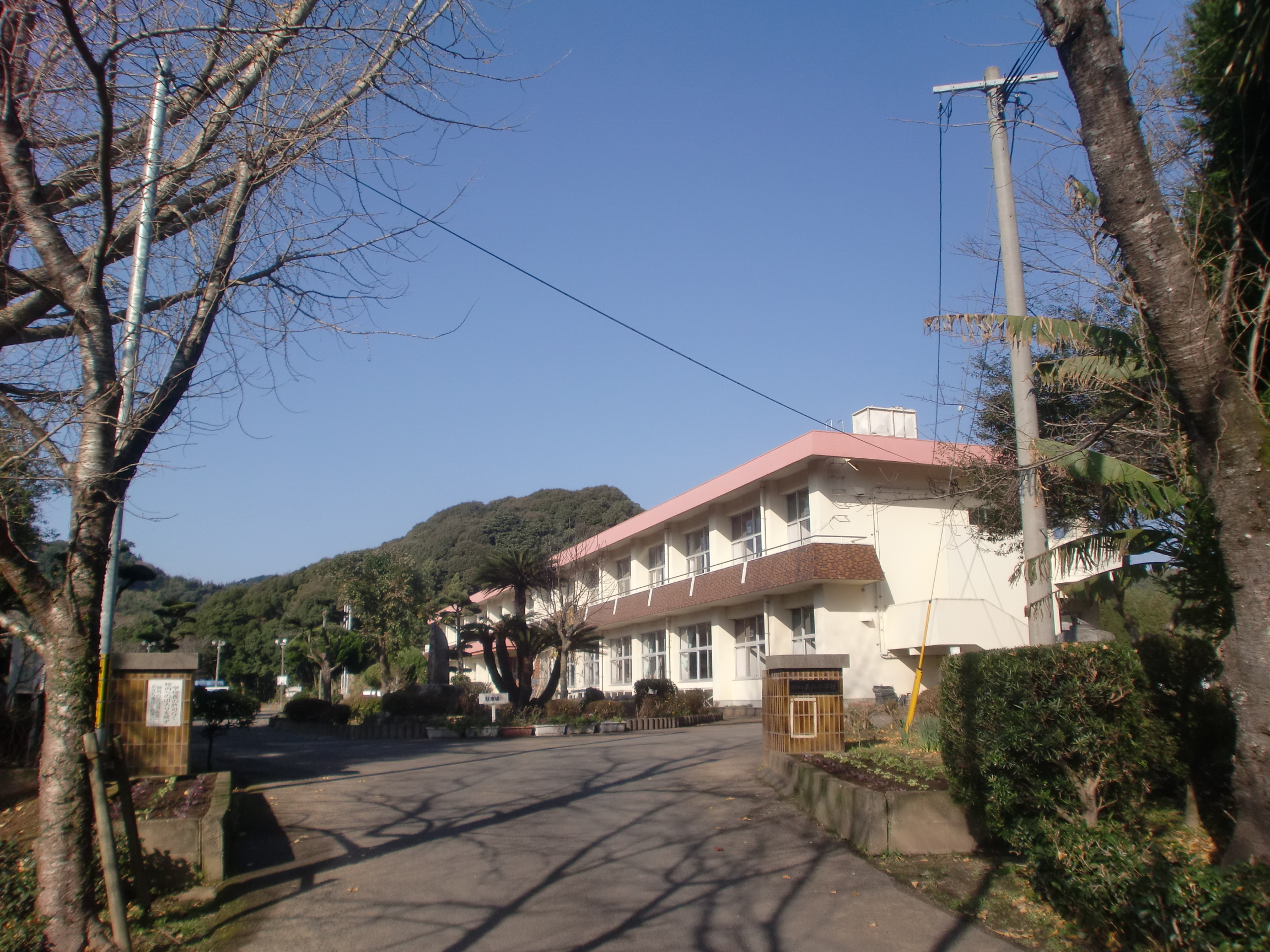
日置市立美山小学校

「日置市立美山小学校」は、東市来町美山89番地2にある公立の小学校である。明治元年に手習所が設けられ、明治2年には廃仏毀釈によって廃寺となった来迎院の建物において夜学として授業が行われた。明治4年には御仮屋跡に家屋が建てられこれを学校とし、1874年（明治7年）には御客屋跡に第94郷校として開設された。
1877年（明治10年）に正則小学として設置され、1879年（明治12年）には苗代川小学校となり。その後尋常小学校となった。1892年（明治25年）には下伊集院高等小学校となり、その後尋常小学校・国民学校を経て1947年（昭和22年）には下伊集院小学校となった。1956年（昭和31年）には市町村合併により美山小学校に改称した。

### 小・中学校の学区
市立小・中学校に通う場合、学区（校区）は以下の通りとなる
| 大字         | 番地 | 小学校             | 中学校               |
| ------------ | ---- | ------------------ | -------------------- |
| 東市来町美山 | 全域 | 日置市立美山小学校 | 日置市立東市来中学校 |

## 交通

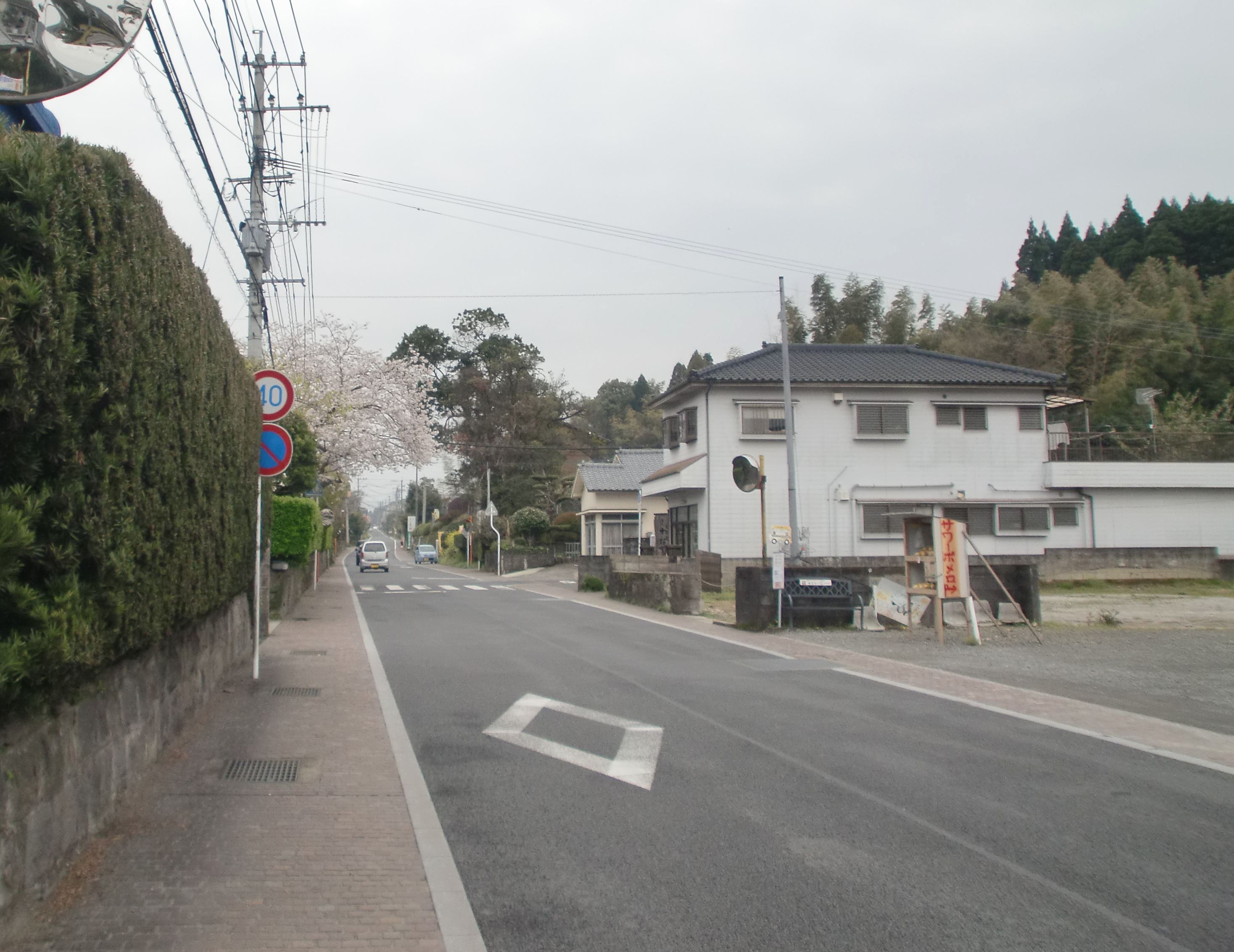
美山の中心部を通る鹿児島県道24号鹿児島東市来線

### 道路
字域の西部を南九州西回り自動車道（国道3号バイパス）が南北に通り、鹿児島県道24号鹿児島東市来線が美山の中心部を東西に通っている。南九州西回り自動車道は2002年（平成14年）4月6日に市来インターチェンジから伊集院インターチェンジまでの区間が開通し、美山には美山パーキングエリアが設置された。美山パーキングエリアのデザインは美山の特産である薩摩焼の破片が埋め込まれている。
2020年（令和2年）9月6日には美山の中心部をバイパスする鹿児島県道24号鹿児島東市来線の「美山バイパス」が全線開通した。
一般国道
- 南九州西回り自動車道（国道3号バイパス、鹿児島道路）
美山インターチェンジ、美山パーキングエリア、美山本線料金所は隣接する東市来町美山元寺脇に位置する。
- 国道3号

主要地方道
- 鹿児島県道24号鹿児島東市来線

広域農道
- 日置広域農道

### 路線バス
- 鹿児島交通
美山
- 日置市コミュニティバス東市来線（2020年4月1日現在）[144]
- 美山 - 美山上 - 友愛学園 - 牧ノ角入口 - 美山下南 -

## 著名な出身人物
- 東郷茂徳（外交官、外務大臣、貴族院議員）

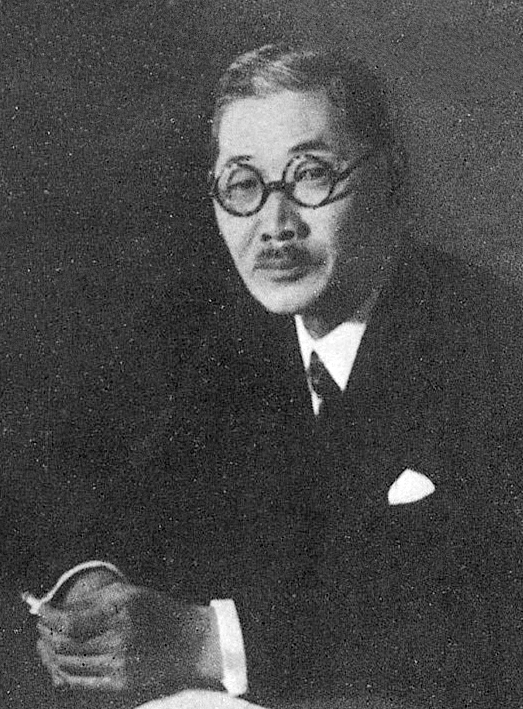
東郷茂徳

苗代川生まれ[145]。慶長の役での被虜人である陶工の子孫[146]。東京帝国大学独逸文学科卒業後、外交官となった[145]。第二次世界大戦開戦時の東條内閣の外務大臣となったが大東亜省の設置に反対して職を辞した[145]。しかし終戦直前の鈴木貫太郎内閣で再び外務大臣となり終戦時の外務大臣となったが、終戦後A級戦犯に指名され巣鴨拘置所へ入獄。極東国際軍事裁判において禁固20年の判決を受け、獄中の1950年7月23日にアメリカ陸軍病院（現在の聖路加国際病院）において死去した[145]。
- 沈壽官（陶芸家）
被虜人である陶工・沈当吉の末裔で「沈壽官窯」当主の名跡。幕末維新期を生きた12代以来代々「沈壽官」を襲名。

## 関連する作品

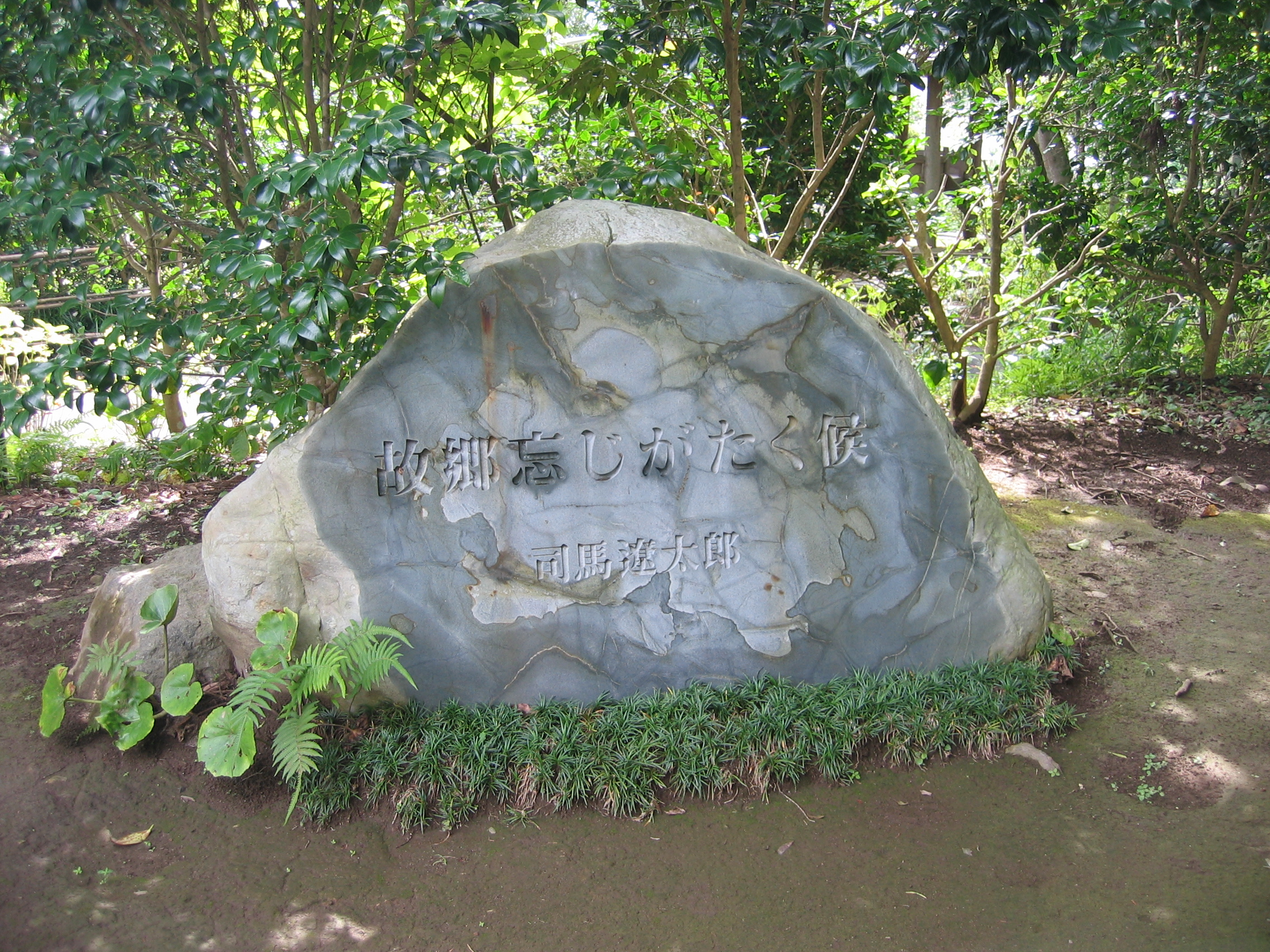
沈壽官窯にある『故郷忘じがたく候』碑

- 『故郷忘じがたく候』（司馬遼太郎著、1968年） ISBN 978-4167663148
司馬遼太郎の小説[147]。第14代沈壽官を主人公とした小説である[148][114][149]。
- 『街道をゆく 3 陸奥のみち、肥薩のみちほか』（司馬遼太郎著、1972年） ISBN 978-4022644428
司馬遼太郎の紀行集。紀行の中で沈壽官を訪問する[150]。
- 『薩摩・朝鮮陶工村の四百年』（久留島浩、須田努、趙景達 編、2014年） ISBN 978-4000230568